# Сент Мартин (Охајо)
Сент Мартин (енгл. St. Martin) град је у америчкој савезној држави Охајо.

## Демографија
По попису из 2010. године број становника је 129, што је 38 (41,8%) становника више него 2000. године.
| Група             | 2000.      | 2010.       |
| Белци             | 90 (98,9%) | 128 (99,2%) |
| Афроамериканци    | 0 (0,0%)   | 0 (0,0%)    |
| Азијати           | 0 (0,0%)   | 0 (0,0%)    |
| Хиспаноамериканци | 1 (1,1%)   | 0 (0,0%)    |
| Укупно            | 91         | 129         |